# Hurlstone Point
Hurlstone Point är en udde i Storbritannien.   Den ligger i grevskapet Somerset och riksdelen England, i den södra delen av landet, 240 km väster om huvudstaden London.
Terrängen inåt land är lite kuperad. Havet är nära Hurlstone Point norrut. Runt Hurlstone Point är det ganska glesbefolkat, med 48 invånare per kvadratkilometer. Närmaste större samhälle är Minehead, 7,1 km öster om Hurlstone Point. I omgivningarna runt Hurlstone Point växer i huvudsak blandskog.